# Kjóko (zenész)
Kjóko (杏子; Hepburn: Kyōko) (Macumoto, Nagano, 1960. augusztus 10. –) japán zenész, rádiós személyiség, a Barbee Boys és a Fukumimi énekesnője.

## Diszkográfia

### Kislemezek
| #   | Megjelenés           | Cím                                            | Katalógusszám | Oricon helyezés |
| --- | -------------------- | ---------------------------------------------- | ------------- | --------------- |
| 1.  | 1991. szeptember 1.  | Kanata e…                                      | ESDB-3238     | 35.             |
| 2.  | 1992. augusztus 1.   | Distancia                                      | KSD2-1014     | 18.             |
| 3.  | 1993. november 21.   | Anemone                                        | KSD2-1053     | —               |
| 4.  | 1994. július 21.     | Cujoku nare                                    | KSD2-1065     | —               |
| 5.  | 1995. február 25.    | Hosi no kakera vo szagasi ni ikó               | WPD2-7709     | 90.             |
| 6.  | 1995. július 25.     | 20 szeiki Romance                              | WPD2-7711     | 97.             |
| 7.  | 1996. február 25.    | Dear Friends (szocugjó)                        | WPD2-7715     | —               |
| 8.  | 1997. január 22.     | Ada                                            | PODH-1337     | —               |
| 9.  | 1997. április 23.    | Happy Birthday                                 | PODH-1354     | 92.             |
| 10. | 1997. november 12.   | Idzsimete mitai                                | POCH-1656     | —               |
| 11. | 1998. július 1.      | Kanasiki va…                                   | POCH-1696     | —               |
| 12. | 1999. február 10.    | Ikóru Zero                                     | POCH-1767     | —               |
| 13. | 1999. május 12.      | Eien to iu baso                                | PODH-1474     | 89.             |
| 14. | 2000. február 9.     | Mirai szeiki (maruhi) Club                     | POCH-1933     | 81.             |
| 15. | 2000. május 10.      | Jumeocsi                                       | POCH-1943     | 88.             |
| 16. | 2000. szeptember 20. | Hatacsi no mama de…                            | UPCH-5005     | —               |
| 17. | 2001. március 28.    | Kanashika wa Remixes                           | UPCH-5043     | —               |
| 18. | 2003. május 28.      | Ame no Elegy                                   | AUCK-19901    | 198.            |
| 19. | 2003. augusztus 20.  | Singapura                                      | AUCK-19903    | —               |
| 20. | 2012. november 21.   | Down Town Christmas (Reprise)                  | AUCL-109      | 93.             |
| 21. | 2014. május 21.      | Koiszuru Baila Baila                           | AUCL-159      | 103.            |
| 22. | 2015. szeptember 30. | Flamingo Rose                                  | AUCL-183      | 49.             |
| 23. | 2016. szeptember 28. | Ikaszama bidansi feat. Linda/Magenta Butterfly | AUCL-206      | 42.             |

### Stúdióalbumok
| #   | Megjelenés           | Cím                    | Katalógusszám                         | Oricon helyezés |
| --- | -------------------- | ---------------------- | ------------------------------------- | --------------- |
| 1.  | 1992. november 1.    | Naked Eyes             | KSC2-19                               | 9.              |
| 2.  | 1993. július 1.      | Bettencsi              | KSC2-42                               | 13.             |
| 3.  | 1995. április 10.    | Dear Me                | WPC2-7514                             | 26.             |
| 4.  | 1997. június 18.     | Tokyo Deep London High | POCH-1637                             | —               |
| 5.  | 1999. március 3.     | Blackthorn Cider       | POCH-1778                             | —               |
| 6.  | 2000. november 8.    | Under the Silk Tree    | UPCH-1019                             | 80.             |
| 7.  | 2003. augusztus 20.  | Missing Half           | AUCK-11002                            | 178.            |
| 8.  | 2006. szeptember 13. | Hybrid Black           | AUCK-17005                            | 111.            |
| 9.  | 2008. július 16.     | Enamel                 | AUCK-18032/3 (korlátozott) AUCK-11012 | 120.            |
| 10. | 2010. július 21.     | Just                   | AUCL-38                               | 227.            |
| 11. | 2010. november 17.   | Justess                | AUCL-51                               | 264.            |

### Válogatásalbumok
| #  | Megjelenés        | Cím                            | Katalógusszám | Oricon helyezés |
| -- | ----------------- | ------------------------------ | ------------- | --------------- |
| 1. | 1994. december 1. | Sweet Box: Rare & Best         | KSC2-107      | —               |
| 2. | 1999. október 27. | Taking a Trip Down Memory Lane | POCH-1861     | 20.             |
| 3. | 2002. december 4. | 10 Years Collaboration         | UMCK-9026     | 75.             |
| 4. | 2012. október 3.  | Sky's My Limit                 | AUCL-100      | 193.            |

### Videoalbumok
| #  | Megjelenés       | Cím                                  | Katalógusszám                         | Oricon helyezés |
| -- | ---------------- | ------------------------------------ | ------------------------------------- | --------------- |
| 1. | 1994. július 21. | Kjóko kaikin Club House Circuit Live | KSL5-4009 (LaserDisc) KSV5-5010 (VHS) | —               |
| 2. | 2000. június 28. | Portofolio                           | POBH-1014                             | —               |

### Feldolgozások, közreműködések
| #  | Megjelenés         | Cím                                           | Dal           | Katalógusszám | Oricon helyezés |
| -- | ------------------ | --------------------------------------------- | ------------- | ------------- | --------------- |
| 1. | 2006. október 25.  | Tribute to Avril Lavigne: Master’s Collection | Nobody’s Home | GYCL-10015    | —               |
| 2. | 2009. december 16. | Bad Friends                                   | Carmen ’77    | PCCA-03069    | —               |

## Egyéb munkái

### Rádióműsorok
- Kjóko no Super Gang (TBS Radio, 1987. április – 1989. március)
- Saturday Hot Request (NHK-FM, 2000. április 1. – 2010. március)
- Kjóko no Antena Cafe (FM Fukuoka, 2002. április 7. – )
- Kjóko no Are You O.K? (FM North Wave, 1998. április 2. – 2008. március 30.)
- Saturday Wide dai 1-bu „Dojóbi Lady: Lady Saturday Go” (NHK-FM, 2010. április – 2013. március)

### Doramák
- Ame to jume no ato ni (Asahi, 2005 április – június)
- Kami va szaikoro vo furanai (Nippon TV, 2006. január – március)

### Filmek
- Umizaru (2004)

### Musicalek
- Shiroh (2004–2005)
- Annie (2007)
- Kagajake! Sufu Band Four Rivers Smoke on the Water 2009 (2009)
- +Gold Fish (2013, Tokyo Metropolitan Theatre)

### Fotókönyvek
- Kyoko in 19600810 (2003. december 26.)